# 1848.
◄ | 18. stoljeće | 19. stoljeće | 20. stoljeće | ►
◄ | 1810-ih | 1820-ih | 1830-ih | 1840-ih | 1850-ih | 1860-ih | 1870-ih | ►
◄◄ | ◄ | 1845. | 1846. | 1847. | 1848. | 1849. | 1850. | 1851. | ► | ►►
Arhitektura • Astronomija • Biologija • Fotografija • Glazba • Kazalište • Kemija • Kiparstvo • Knjige • Književnost • Kršćanstvo • Meteorologija • Medicina • Politika • Pravo • Promet • Slikarstvo • Šport • Znanost • Željeznički promet

## Događaji
- 2. veljače – Kraj Američko-meksičkog rata
- 13. ožujka – Revolucija u Beču
- 15. ožujka – Revolucija u Pešti
- 25. ožujka – donijeto je Zahtijevanja naroda
- 19. travnja –  Josip Jelačić raskida službene odnose s ugarskom vladom
- 5. lipnja – Josip Jelačić otvara u Zagrebu Hrvatski Sabor koji su bečki dvor i ugarska vlada zabranili. Svečano je ustoličen za hrvatskog bana. Tom prigodom prvi je put službeno upotrijebljena hrvatska trobojnica.[1]

## Rođenja
- 31. svibnja – Vatroslav Kolander, hrvatski orguljaš i skladatelj († 1912.)
- 7. lipnja – Paul Gauguin, francuski slikar i grafičar († 1903.)
- 28. kolovoza – Ivan Mušković, gradišćanskohrvatski pisac i pjesnik († 1930.)
- 1. listopada – Milan Amruš, hrvatski liječnik i političar († 1919.)
- 23. listopada – Vjekoslav Spinčić, hrvatski političar († 1933.)
- 8. studenog – Gottlob Frege, njemački matematičar i fizičar († 1925.)
- 27. studenog – Maximilian von Prittwitz, njemački general († 1917.)
- 6. prosinca – Johann Palisa, austrijski astronom († 1925.)
- 24. prosinca – Ivan Musić, hrvatski katolički svećenik († 1888.)

## Smrti
- 23. veljače – John Quincy Adams, 6. predsjednik SAD-a (* 1767.)
- 8. travnja – Gaetano Donizetti, talijanski skladatelj (* 1797.)
- 7. kolovoza – Jöns Jakob Berzelius, švedski kemičar (* 1779.)
- 19. prosinca – Emily Brontë, književnica (* 1818.)
- 26. prosinca – George Stephenson, engleski inženjer i izumitelj (* 1781.)

## Vanjske poveznice
|  | Zajednički poslužitelj ima još gradiva o temi 1848. |